# Berle-Kari
Berle-Kari (nórdico antiguo: Berðlukári Vemundsson; o Berle-Kåre, n. 795) fue un caudillo vikingo que vivió en el siglo IX en Berle (nórdico antiguo: Berðla), actualmente Bremanger en Sogn og Fjordane, Noruega. El Landnámabók (libro de los asentamientos) le menciona como hijo de Vemund Vikingsson, y hermano de Frodi (n. 790) y Skjoldolf Vemundsson (n. 795), uno de los primeros colonos de Islandia.
Según la  saga de Egil, Kari era un afamado berserker. Tuvo dos hijos: Olvir Hnufa, quien llegó a ser un escaldo de renombre en la corte de Harald I de Noruega; Eyvind Lambi, quien también llegó a posicionarse en la corte como hersir, y una hija, Salbjorg Karadóttir, quien casó con Kveldulf Bjalfason.